# Palazzo Penotti Ubertini
Il Palazzo Penotti Ubertini (o Palazzo De Fortis), dal 2007 trasformato in Dimora delle Arti, è un originale esempio di architettura settecentesca, situato al centro dell'abitato di Orta San Giulio.

## Storia e descrizione

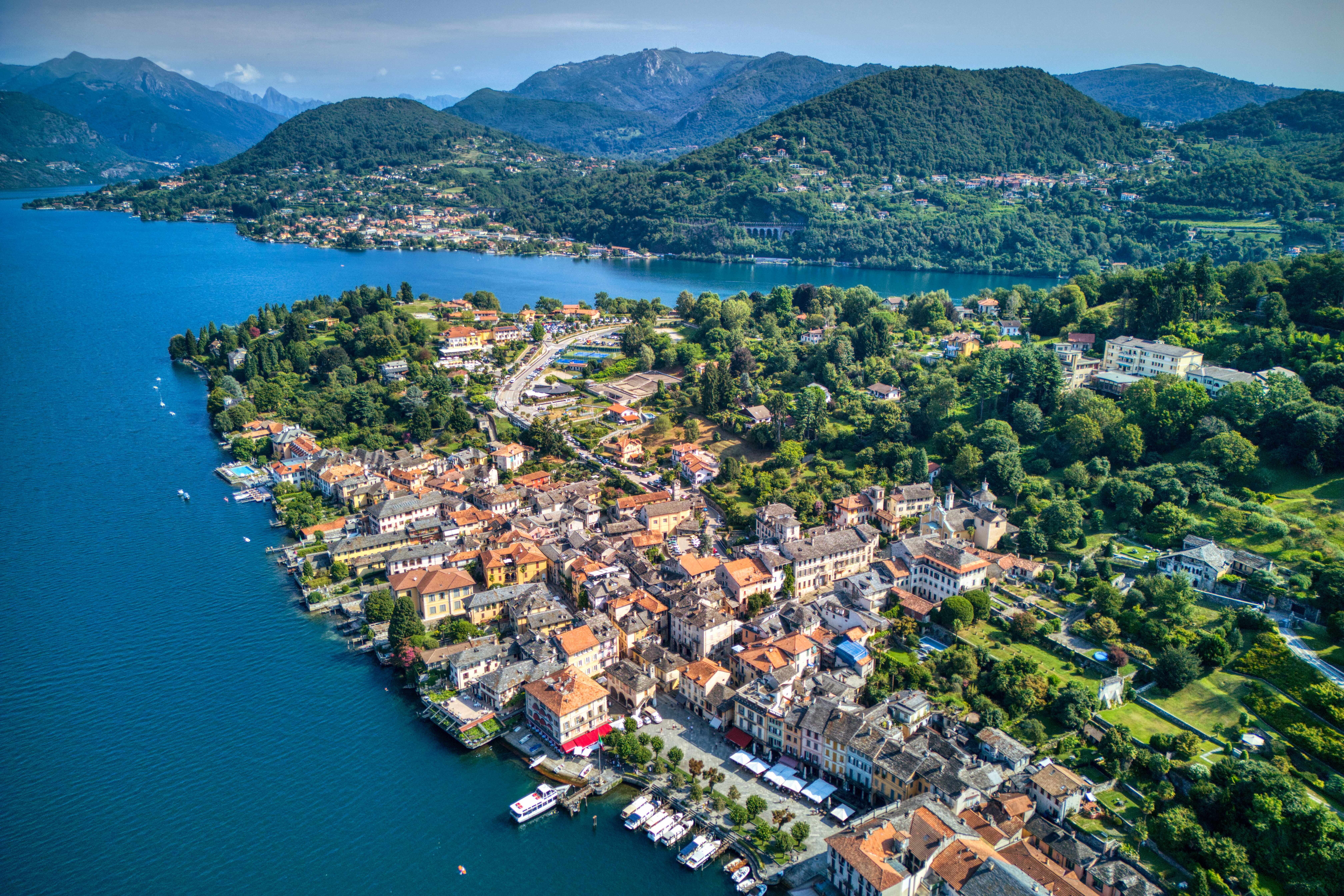
Il Palazzo Penotti Ubertini nel centro storico di Orta San Giulio.

Struttura di particolare fascino artistico. Attualmente è adibita a location per eventi (matrimoni, feste private, eventi culturali).
La costruzione del palazzo iniziò nei primi anni del Settecento per terminare nel 1747. Voluta dalla famiglia Gemelli, passò per eredità ai De Forte, provenienti da Venezia e rifugiatisi ad Orta San Giulio durante la venuta napoleonica. Il Palazzo venne ancora ereditato dalla famiglia Penotti, giureconsulti e notai della riviera ortese. Sempre per passaggio ereditario, attualmente è proprietaria la famiglia Ubertini.
Palazzo Penotti Ubertini dal 2008 diventa "Dimora delle arti" iniziando la collaborazione con l'associazione culturale Operaprima che progetta e coordina le attività espositive e culturali del palazzo. Le stanze di Palazzo Penotti Ubertini hanno ospitato:
- Nel 2008 CHAGALL, Le anime morte.
Novantasei tavole incise dal maestro russo rileggono il testo di Nikolaj Gogol' il quale disegna un viaggio nei territori dell'umanità, con ampi richiami ai paesaggi russi.
- Nel 2009 GIANNI BERENGO GARDIN, Reportrait.
La prima fondamentale mostra dedicata ai volti che hanno segnato la cultura del Novecento, visti attraverso l'obiettivo di Gianni Berengo Gardin, il grande maestro della fotografia italiana.
- Nel 2010 IL LAGO, La pittura dell'Ottocentro tra Piemonte e Lombardia.
La mostra presenta la selezione di una trentina di opere di ventitré pittori dell'Ottocento e del primo Novecento, tutte legate alle tematiche lacustri piemontesi e lombarde.
-Nel 2010, ha ospitato la mostra di sculture dell'artista Rabarama
-Nel 2011, ha ospitato la mostra dal titolo CANALETTO E I VEDUTISTI
- Nel 2012 Concerti di mezzogiorno
-Nel 2013 Sergio Cerini, mostra
- Nel 2014 OrtaAutori
- Nel 2015 SCOPRIORTA
- Nel 2017 Cortometraggio ROXANA PANSINO
- Nel 2018 FESTIVAL CUSIANO DI MUSICA ANTICA (XXXV edizione)
Alla base dell'idea della Dimora delle Arti c'è la volontà quindi di creare una sede di prestigio nella quale poter sposare iniziative artistiche di diversa natura affiancando ad una mostra di qualità, eventi dedicati alla musica e alla letteratura. A fianco di queste iniziative, in quelle che erano le suggestive cantine del palazzo, recentemente ristrutturate, è presente dal 2015 una mostra permanente dell'artista Cerini Sergio.

## Architettura
Situato sul lato sinistro della salita che porta alla parrocchiale dell'Assunta, presenta un portale imponente di un riposato neoclassico. All'ingresso principale, attraverso il quale entravano carrozze trainate da cavalli, si affacciano le porte delle vecchie cantine nelle quali veniva conservato il vino all'interno di grandi tini ed attualmente trasformate in una libreria ed in laboratori per la didattica.
Passando attraverso un cortile interno si sale al piano nobile. Collegati all'atrio, dove troviamo un magnifico pianoforte austriaco, ci sono i saloni ognuno dei quali spicca per la particolarità dei pavimenti e dei soffitti a cassettoni decorati. Altra caratteristica del palazzo sono i suoi camini: indimenticabile quello in pietra serena riportante al centro lo stemma dei Visconti.

## Interni
- La sala Rosa: si può considerare la sala principale "il salone delle feste". Situata al centro della costruzione, spicca per il bellissimo pavimento in seminato veneziano perfettamente conservato e per un imponente camino in marmo bianco sovrastato da un ritratto di Vittorio Amedeo II di Savoia. È lunga più di dieci metri e larga sei con due balconi che si affacciano sulla salita della Motta.
- La sala san Marco: situata verso nord, questa sala quadrata di cinque metri per cinque si caratterizza per un imponente camino cinquecentesco in pietra serena, con al centro lo stemma visconteo, a destra il motto "a bon fin" e sulla sinistra lo stemma di Fontaneto, paese dal quale proviene.